# مصرايم
مصرايم (بالعبرية: מִצְרַיִם / מִצְרָיִם، بالعربية: مصر) هو الاسم العبري والآرامي لأرض مصر، وأُضيف الـ «ايم» في آخر الكلمة ربما في إشارة إلى «مصريين» أي صعيد مصر ومصر السفلى. وتعنى مصرايم أيضا «تل» أو «حصن»، وهو أيضا اسم شعب ينحدر من حام بن نوح. وهو الاسم الذي أطلقه العبرانيون عمومًا على أرض مصر وشعبها.
تذكر النصوص التي تعود للإمبراطورية البابلية الحديثة مصطلح (مصرايم) في الإشارة إلى مصر. وقد نُقش هذا الاسم على بوابة عشتار. تشير النقوش الأوغاريتية إلى مصر باسم (مصرم)، وفي القرن الرابع عشر قبل الميلاد ذُكرت مصر في رسائل تل العمارنة باسم «مسري»، أما في اللهجة الآرامية الآشورية الحديثة فقد ذُكرت مصر باسم (مو سير) والكلمة العربية الفصحى هي «مِصر» وهو الاسم الذي ُذكر في القرآن، بينما تنطق الكلمة مَصر (بفتح الميم) في العامية المصرية. تشير بعض النقوش المصرية القديمة في زمن أخناتون إلى مصر باسم (مصرة) وإلى المصريين باسم (مصراوي).
وفقًا لسفر التكوين الإصحاح 10، كان مصرايم بن حام هو الأخ الأصغر لكوش والأخ الأكبر لفوت وكنعان اللذين شكلوا مع عائلاتهم الجنس البشري الذي ينحدر من نسل نوح. كان لـ مصرايم عدد من الأبناء وهم لوديم، عناميم، لهبيم، نفتوحيم، فتروسيم، كسلوحيم وكفتور.
أما المؤرخ يوسابيوس القيصري فقد ذكر أن مانيتون قد أشار إلى أن العصور الكلاسيكية القديمة التي يتفاخر بها المصريون اللاحقون قد سبقت الطوفان وأنهم (أي المصريون) ينحدرون فعلا من مصرايم بن حام بن نوح الذين عاش في مصر بعد الطوفان. وروى مؤرخون إسلاميون من العصور الوسطى قصة مماثلة مثل سبط بن الجوزي وابن عبد الحكم والطبري وخواند مير الذين أشاروا إلى أن الأهرامات قام ببناءها الأمم الضالة قبل وقوع الطوفان، وقام مصرايم بإعادة أحياء المنطقة وإعمارها بعد أن كُلف بذلك، كما أن الروايات الإسلامية تجعل من مصرايم هو ابن البنسار أو بيسار وحفيد حام وليس ابنًا مباشرًا لحام وتضيف أنه عاش حتى عمر 700 سنة. يعتقد بعض العلماء أنه من المحتمل أن مصرايم هي كلمة مرادفة لكلمة (مسر) والتي تعني الأرض وليست اسم علم، وقد ترجمها الفراعنة الأوائل الذي عاشو في طيبة وأسسوا المملكة الوسطى فيما بعد إلى تا وي (التي تعني الأرضان- جمع أرض).
ولكن وفقًا لجورج سينسيلوس (المؤرخ البيزنطي)، فإن مانيتون قد ذكر أن مصرايم قد عاصر الفرعون الأول الأسطوري مينا الذي قيل إنه وحد المملكة المصرية القديمة وبنى مدينة منف.